# Barbarians
Pour les articles homonymes, voir Barbarian.
Ne doit pas être confondu avec Barbarians français.
Maillots
Le Barbarian Football Club,  plus communément appelé Barbarians, est un club de rugby à XV sur invitation et qui privilégie un beau jeu d'attaque.

## Histoire

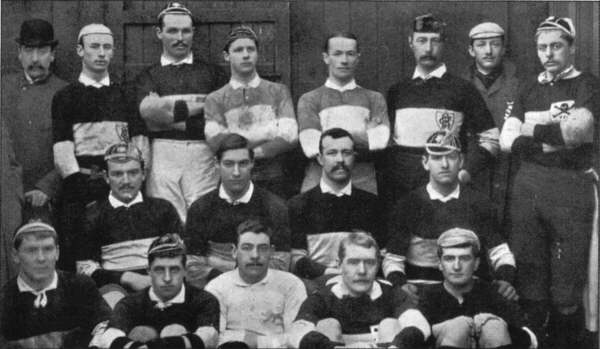
Les membres d'origine du Barbarians F.C. en 1890.

Le Barbarians F.C. est fondé en 1890 dans un restaurant de Bradford par WP Carpmael, joueur de Blackheath. Son but est de créer un club de tournée pour animer l'inter-saison. La première tournée est effectuée par les Southern Nomads dans le Nord de l'Angleterre en 1890.
Les Baa-Baas, sans terrain à domicile, ni vestiaires, ni club house, jouent dans un maillot noir et blanc (et conservent traditionnellement les chaussettes de leur club, province ou sélection d'origine). Ils jouent un rugby ouvert, offensif, fait de spontanéité et de risque, avec beaucoup d'essais où la victoire, bien que recherchée, n'est pas une finalité.
En 1948, les Barbarians disputent le dernier match de la tournée des Wallabies, ils l'emportent par 9 à 6 à l'Arms Park de Cardiff. Depuis lors, ils jouent traditionnellement le dernier match effectué au Royaume-Uni par les All Blacks, les Wallabies et les Springboks. Ils jouent pour la première fois contre les Springboks en 1952 (défaite 3-12) et contre les All Blacks en 1954 (défaite 5-19).
Un essai d'anthologie est notamment marqué par les Barbarians, œuvre de Gareth Edwards le 27 janvier 1973 contre les Blacks à l'Arms Park de Cardiff. Il conclut une action qui commence par une relance de Phil Bennett depuis ses 22 mètres.
Les plus grands joueurs ont joué pour les Barbarians, tels que Gareth Edwards donc, JPR Williams ou Phil Bennett pour le pays de Galles, David Campese pour l'Australie, l'Écossais Andy Irvine ou les Français Jean-Pierre Rives ou Jean-Baptiste Lafond qui, bien que barré en équipe de France par Serge Blanco, a fait une grande carrière avec ce club de prestige. Michel Pomathios, en 1951, fut le premier Français à revêtir le célèbre maillot noir et blanc.
Une tradition importante est qu'à chaque match, un joueur non international mais personnifiant les qualités des Barbarians dispute la rencontre.
L'irlandais Tony O'Reilly détient le record de matches disputés avec les Barbarians, avec trente matches joués du 9 avril 1955 au 15 avril 1963.
Lors du match disputé le 5 décembre 2009 contre les All Blacks alors en tournée en Europe, les Barbarians s'imposent sur le score de 25 à 18. Le Sud-Africain Bryan Habana s'est distingué en marquant les trois essais des Barbarians. Un des postes de pilier est occupé par Willem Petrus Nel, un joueur sud-africain qui ne compte pas de sélection en équipe nationale. L'équipe des Barbarians possédait alors des joueurs très expérimentés comme le Sud-Africain Victor Matfield et l'Australien George Smith qui comptent à l'époque respectivement 89 et 110 sélections.
En 2017, les Barbarians se déclinent au féminin pour la première fois de leur histoire. Les Barbarians féminines jouent leur premier match le 10 novembre 2017 face au Munster à Thomond Park.

## Résultats

### Équipe masculine
| No | Date              | Lieu                                    | Match                                         | Score   | Compétition        |
| -- | ----------------- | --------------------------------------- | --------------------------------------------- | ------- | ------------------ |
| 1  | 31 janvier 1948   | Arms Park - Pays de Galles              | Barbarians – Australie                        | 9 – 6   | Test               |
| 2  | 26 janvier 1952   | Arms Park - Pays de Galles              | Barbarians – Afrique du Sud                   | 3 – 12  | Test               |
| 3  | 20 février 1954   | Arms Park - Pays de Galles              | Barbarians – Nouvelle-Zélande                 | 5 – 19  | Test               |
| 4  | 22 février 1958   | Arms Park - Pays de Galles              | Barbarians – Australie                        | 11 – 6  | Test               |
| 5  | 4 février 1961    | Arms Park - Pays de Galles              | Barbarians – Afrique du Sud                   | 6 – 0   | Test               |
| 6  | 15 février 1964   | Arms Park - Pays de Galles              | Barbarians – Nouvelle-Zélande                 | 3 – 36  | Test               |
| 7  | 28 janvier 1967   | Arms Park - Pays de Galles              | Barbarians – Australie                        | 11 – 17 | Test               |
| 8  | 16 décembre 1967  | Twickenham - Angleterre                 | Barbarians – Nouvelle-Zélande                 | 6 – 11  | Test               |
| 9  | 31 janvier 1970   | Twickenham - Angleterre                 | Barbarians – Afrique du Sud                   | 12 – 21 | Test               |
| 10 | 27 janvier 1973   | Arms Park - Pays de Galles              | Barbarians – Nouvelle-Zélande                 | 23 – 11 | Test               |
| 11 | 30 novembre 1974  | Twickenham - Angleterre                 | Barbarians – Nouvelle-Zélande                 | 13 – 13 | Test               |
| 12 | 24 janvier 1976   | Arms Park - Pays de Galles              | Barbarians – Australie                        | 19 – 7  | Test               |
| 13 | 16 décembre 1978  | Arms Park - Pays de Galles              | Barbarians – Nouvelle-Zélande                 | 16 – 18 | Test               |
| 14 | 15 décembre 1984  | Arms Park - Pays de Galles              | Barbarians – Australie                        | 30 – 37 | Test               |
| 15 | 26 décembre 1988  | Arms Park - Pays de Galles              | Barbarians – Australie                        | 22 – 40 | Test               |
| 16 | 25 novembre 1989  | Twickenham - Angleterre                 | Barbarians – Nouvelle-Zélande                 | 10 – 21 | Test               |
| 17 | 28 novembre 1992  | Twickenham - Angleterre                 | Barbarians – Australie                        | 20 – 30 | Test               |
| 18 | 4 décembre 1993   | Arms Park - Pays de Galles              | Barbarians – Nouvelle-Zélande                 | 12 – 25 | Test               |
| 19 | 6 septembre 1994  | Stade Charléty - France                 | Barbarians français – Barbarians Britanniques | 35 – 18 | Test               |
| 20 | 3 décembre 1994   | Lansdowne Road - Irlande                | Barbarians – Afrique du Sud                   | 23 – 15 | Test               |
| 21 | 7 décembre 1996   | Twickenham - Angleterre                 | Barbarians – Australie                        | 12 – 39 | Test               |
| 22 | 28 mai 2000       | Lansdowne - Irlande                     | Irlande – Barbarians                          | 30 – 31 | Test               |
| 23 | 31 mai 2000       | Murrayfield - Écosse                    | Écosse – Barbarians                           | 42 – 45 | Test               |
| 24 | 10 décembre 2000  | Millennium Stadium - Pays de Galles     | Barbarians – Afrique du Sud                   | 31 – 41 | Test               |
| 25 | 28 novembre 2001  | Millennium Stadium - Pays de Galles     | Barbarians – Australie                        | 35 – 49 | Test               |
| 26 | 31 mai 2003       | Millennium Stadium - Pays de Galles     | Galles – Barbarians                           | 35 – 48 | Test               |
| 27 | 22 mai 2003       | Murrayfield - Écosse                    | Écosse – Barbarians                           | 15 – 24 | Test               |
| 28 | 22 mai 2004       | Murrayfield - Écosse                    | Écosse – Barbarians                           | 33 – 40 | Test               |
| 29 | 26 mai 2004       | Memorial Stadium - Angleterre           | Barbarians – Galles                           | 0 – 42  | Test               |
| 30 | 30 mai 2004       | Twickenham - Angleterre                 | Angleterre – Barbarians                       | 12 – 32 | Test               |
| 31 | 4 décembre 2004   | Twickenham - Angleterre                 | Barbarians – Nouvelle-Zélande                 | 19 – 47 | Test               |
| 32 | 24 mai 2005       | Pittodrie Stadium - Écosse              | Écosse – Barbarians                           | 38 – 7  | Test               |
| 33 | 28 mai 2005       | Twickenham - Angleterre                 | Angleterre – Barbarians                       | 39 – 52 | Test               |
| 34 | 28 mai 2006       | Twickenham - Angleterre                 | Angleterre – Barbarians                       | 46 – 19 | Test               |
| 35 | 31 mai 2006       | Murrayfield - Écosse                    | Écosse – Barbarians                           | 66 – 19 | Test               |
| 36 | 4 juin 2006       | Stade Boris-Paichadze - Géorgie         | Georgie – Barbarians                          | 19 – 28 | Test               |
| 37 | 1er décembre 2007 | Twickenham - Angleterre                 | Barbarians – Afrique du Sud                   | 22 – 5  | Test               |
| 38 | 24 mai 2008       | Stade Roi-Baudouin - Belgique           | Belgique – Barbarians                         | 10 – 84 | Test               |
| 39 | 27 mai 2008       | Kingsholm Stadium - Angleterre          | Barbarians – Irlande                          | 14 – 39 | Test               |
| 40 | 1er juin 2008     | Twickenham - Angleterre                 | Angleterre – Barbarians                       | 17 – 14 | Test               |
| 41 | 6 décembre 2008   | Wembley - Angleterre                    | Barbarians – Australie                        | 11 – 18 | Test               |
| 42 | 30 mai 2009       | Twickenham - Angleterre                 | Angleterre – Barbarians                       | 26 – 33 | Test               |
| 43 | 6 juin 2009       | Sydney Football Stadium - Australie     | Australie – Barbarians                        | 55 – 7  | Test               |
| 44 | 5 décembre 2009   | Twickenham - Angleterre                 | Barbarians – Nouvelle-Zélande                 | 25 – 18 | Test               |
| 45 | 30 mai 2010       | Twickenham - Angleterre                 | Angleterre – Barbarians                       | 35 – 26 | Test               |
| 46 | 4 juin 2010       | Thomond Park - Irlande                  | Irlande – Barbarians                          | 23 – 29 | Test               |
| 47 | 4 décembre 2010   | Twickenham - Angleterre                 | Barbarians – Afrique du Sud                   | 26 – 20 | Test               |
| 48 | 29 mai 2011       | Twickenham - Angleterre                 | Angleterre – Barbarians                       | 32 – 38 | Test               |
| 49 | 4 juin 2011       | Millennium Stadium - Pays de Galles     | Galles – Barbarians                           | 28 – 31 | Test               |
| 50 | 26 novembre 2011  | Twickenham - Angleterre                 | Barbarians – Australie                        | 11 – 60 | Test               |
| 51 | 27 mai 2012       | Twickenham - Angleterre                 | Angleterre – Barbarians                       | 57 – 26 | Test               |
| 52 | 29 mai 2012       | Kingsholm Stadium - Angleterre          | Barbarians – Irlande                          | 29 – 28 | Test               |
| 53 | 2 juin 2012       | Millennium Stadium - Pays de Galles     | Galles – Barbarians                           | 30 – 21 | Test               |
| 54 | 26 mai 2013       | Twickenham - Angleterre                 | Angleterre – Barbarians                       | 40 – 12 | Test               |
| 55 | 1er juin 2013     | Hong Kong Stadium - Hong Kong           | Barbarians – Lions britanniques               | 8 – 59  | Test               |
| 56 | 30 novembre 2013  | Twickenham - Angleterre                 | Barbarians – Fidji                            | 43 – 19 | Test               |
| 57 | 1er juin 2014     | Twickenham - Angleterre                 | Barbarians – Angleterre                       | 39 – 29 | Test               |
| 58 | 1er novembre 2014 | Twickenham - Angleterre                 | Barbarians – Australie                        | 36 – 40 | Test               |
| 59 | 28 mai 2015       | Thomond Park - Irlande                  | Irlande – Barbarians                          | 21 – 22 | Test               |
| 60 | 31 mai 2015       | Twickenham - Angleterre                 | Angleterre – Barbarians                       | 73 – 12 | Test               |
| 61 | 29 août 2015      | Stade olympique de Londres - Angleterre | Barbarians – Samoa                            | 27 – 24 | Test               |
| 62 | 21 novembre 2015  | Twickenham - Angleterre                 | Barbarians – Argentine                        | 31 – 49 | Test               |
| 63 | 5 novembre 2016   | Wembley - Angleterre                    | Barbarians – Afrique du Sud                   | 31 – 31 | Test               |
| 64 | 8 novembre 2016   | Markéta Stadium - Tchéquie              | République tchèque – Barbarians               | 0 – 71  | Test               |
| 65 | 11 novembre 2016  | Kingspan Stadium - Irlande du Nord      | Barbarians – Fidji                            | 40 – 7  | Test               |
| 66 | 28 mai 2017       | Twickenham - Angleterre                 | Angleterre – Barbarians                       | 28 – 14 | Test / Quilter Cup |
| 67 | 1 juin 2017       | Ravenhill Stadium - Irlande             | Ulster – Barbarians                           | 28 – 43 | Test               |
| 68 | 28 octobre 2017   | Allianz Stadium - Australie             | Australie – Barbarians                        | 31 – 28 | Test               |
| 69 | 4 novembre 2017   | Twickenham - Angleterre                 | Barbarians – Nouvelle-Zélande                 | 22 – 31 | Test               |
| 70 | 10 novembre 2017  | Thomond Park - Irlande                  | Barbarians – Tonga                            | 27 – 24 | Test               |
| 71 | 28 mai 2018       | Twickenham - Angleterre                 | Angleterre – Barbarians                       | 45 – 63 | Test / Quilter Cup |
| 72 | 1er décembre 2018 | Twickenham - Angleterre                 | Barbarians – Argentine                        | 38 – 35 | Test               |
| 73 | 2 juin 2019       | Twickenham - Angleterre                 | Angleterre – Barbarians                       | 51 – 43 | Test               |
| 74 | 16 novembre 2019  | Twickenham - Angleterre                 | Barbarians – Fidji                            | 31 – 33 | Test / Killik Cup  |
| 75 | 20 novembre 2019  | Estádio do Morumbi - Brésil             | Brésil – Barbarians                           | 22 – 47 | Test               |
| 76 | 30 novembre 2019  | Millennium Stadium - Pays de Galles     | Galles – Barbarians                           | 43 – 33 | Test               |
| 77 | 19 juin 2022      | Twickenham - Angleterre                 | Barbarians – Angleterre                       | 52 – 21 | Test / Quilter Cup |
| 78 | 25 juin 2022      | Stade El Molinón - Espagne              | Espagne – Barbarians                          | 7 – 26  | Test               |
| 79 | 13 novembre 2022  | Tottenham Hotspur Stadium - Angleterre  | Barbarians – All Blacks XV                    | 35 – 31 | Test / Killik Cup  |
| 80 | 28 mai 2023       | Twickenham - Angleterre                 | Barbarians – XV mondial                       | 48 – 42 | Test / Killik Cup  |
| 81 | 18 août 2023      | Stade Amédée-Domenech - France          | Samoa – Barbarians                            | 28 – 14 | Test               |
| 82 | 22 juin 2024      | Twickenham - Angleterre                 | Barbarians – Fidji                            | 45 – 32 | Test / Killik Cup  |
| 83 | 28 juin 2025      | Cape Town Stadium - Afrique du Sud      | Afrique du Sud – Barbarians                   | 54 – 7  | Test               |

### Équipe féminine
| No | Date              | Lieu                              | Match                       | Score   | Compétition |
| -- | ----------------- | --------------------------------- | --------------------------- | ------- | ----------- |
| 1  | 11 novembre 2017  | Thomond Park Irlande              | Munster – Barbarians        | 0 – 19  | Test        |
| 2  | 17 mars 2018      | Aldershot Angleterre              | British Army – Barbarians   | 0 – 37  | Test        |
| 3  | 26 avril 2019     | Infinity Park États-Unis          | États-Unis – Barbarians     | 33 – 34 | Test        |
| 4  | 2 juin 2019       | Twickenham Angleterre             | Angleterre – Barbarians     | 40 – 14 | Test        |
| 5  | 30 novembre 2019  | Millennium Stadium Pays de Galles | Pays de Galles – Barbarians | 15 – 29 | Test        |
| 6  | 27 novembre 2021  | Twickenham Angleterre             | Afrique du Sud – Barbarians | 5 – 60  | Test        |
| 6  | 23 septembre 2023 | Athlone Stadium Afrique du Sud    | Barbarians – Afrique du Sud | 38 – 26 | Test        |

## Personnalités du club

### Entraîneurs
| Tournée       | Entraîneur(s)                             | Fonction(s)                                                                                             | Nombre de matches | Références |
| ------------- | ----------------------------------------- | --- | ----------------- | ---------- |
| Mai 2015      | Robbie Deans                              | Ancien sélectionneur de l'Australie Entraîneur des Panasonic Wild Knights                               | 2                 | ,          |
| Été 2015      | Robbie Deans                              | Ancien sélectionneur de l'Australie Entraîneur des Panasonic Wild Knights                               | 2                 | [ 5 ]      |
| Été 2015      | Bernard Laporte                           | Ancien sélectionneur de la France Entraîneur du RC Toulon                                               | 2                 | [ 5 ]      |
| Novembre 2015 | Michael Cheika                            | Sélectionneur de l'Australie                                                                            | 1                 | [ 6 ]      |
| Novembre 2016 | Robbie Deans                              | Ancien sélectionneur de l'Australie Entraîneur des Panasonic Wild Knights                               | 3                 | [ 7 ]      |
| Mai-Juin 2017 | Vern Cotter                               | Ancien sélectionneur de l'Écosse                                                                        | 2                 | [ 8 ]      |
| Octobre 2017  | Alan Jones                                | Ancien sélectionneur de l'Australie                                                                     | 2                 | [ 9 ]      |
| Novembre 2017 | Robbie Deans (assisté de Scott Robertson) | Ancien sélectionneur de l'Australie Entraîneur des Panasonic Wild Knights                               | 2                 | [ 9 ]      |
| Mai 2018      | Pat Lam                                   | Entraîneur de Bristol                                                                                   | 1                 | [ 10 ]     |
| Novembre 2018 | Rassie Erasmus                            | Sélectionneur de l'Afrique du Sud                                                                       | 1                 | [ 11 ]     |
| Juin 2019     | Pat Lam                                   | Entraîneur de Bristol                                                                                   | 1                 | [ 12 ]     |
| Novembre 2019 | Eddie Jones                               | Sélectionneur de l'Angleterre                                                                           | 1                 | [ 13 ]     |
| Novembre 2019 | John Mitchell                             | Ancien sélectionneur de la Nouvelle-Zélande et des États-Unis Entraîneur de la défense de l'Angleterre  | 1                 | [ 14 ]     |
| Novembre 2019 | Warren Gatland                            | Ancien sélectionneur du pays de Galles                                                                  | 1                 | [ 15 ]     |
| Juin 2022     | Fabien Galthié                            | Sélectionneur de la France                                                                              | 1                 |            |
| Novembre 2022 | Ronan O'Gara Scott Robertson              | Entraîneur du Stade rochelais Entraîneur des Crusaders                                                  | 1                 |            |
| Mai 2023      | Eddie Jones                               | Sélectionneur de l'Australie                                                                            | 1                 | [ 16 ]     |
| Juin 2025     | Robbie Deans                              | Ancien entraîneur des Crusaders Ancien sélectionneur de l'Australie Entraîneur des Saitama Wild Knights | 1                 | [ 17 ]     |

### Joueurs emblématiques
La plupart des joueurs invités à jouer pour ce club avaient déjà derrière eux une carrière remarquable en club et en sélection, même si par tradition, les Barbarians comptent souvent dans leur rang des jeunes joueurs sans sélection internationale.

### Effectif en 2025
Joueurs retenus à l'occasion du match contre l'Afrique du Sud le 28 juin 2025 au Cape Town Stadium.
| Nom                                | Poste                  | Naissance         | Nationalité sportive | Sélections (points marqués) | Club                      |
| Paul Alo-Emile                     | Pilier                 | 22 décembre 1991  | Samoa                | 25 (0)                      | Stade Français            |
| Will Collier                       | Pilier                 | 5 mai 1991        | Angleterre           | 2 (5)                       | Castres Olympique         |
| Cian Healy                         | Pilier                 | 7 octobre 1987    | Irlande              | 137 (65)                    | Leinster                  |
| Hassane Kolingar                   | Pilier                 | 6 mars 1998       | France               | 3 (0)                       | Racing 92                 |
| Camille Chat                       | Talonneur              | 18 décembre 1995  | France               | 33 (10)                     | Lyon OU                   |
| Ricky Riccitelli                   | Talonneur              | 3 février 1995    | Nouvelle-Zélande     | -                           | Blues                     |
| Josh Beehre (en)                   | Deuxième ligne         | 30 mai 2002       | Nouvelle-Zélande     | -                           | Blues                     |
| David Ribbans                      | Deuxième ligne         | 28 août 1995      | Angleterre           | 10 (0)                      | RC Toulon                 |
| Ruben van Heerden (en)             | Deuxième ligne         | 27 octobre 1997   | Afrique du Sud       | -                           | Stormers                  |
| Lachlan Boshier                    | Troisième ligne aile   | 16 novembre 1994  | Nouvelle-Zélande     | -                           | Saitama Wild Knights      |
| Sam Cane                           | Troisième ligne aile   | 13 janvier 1992   | Nouvelle-Zélande     | 104 (85)                    | Tokyo Sungoliath          |
| Peter O'Mahony                     | Troisième ligne aile   | 17 septembre 1989 | Irlande              | 114 (25)                    | Munster                   |
| Shannon Frizell                    | Troisième ligne centre | 11 février 1994   | Nouvelle-Zélande     | 33 (40)                     | Toshiba Brave Lupus Tokyo |
| Hoskins Sotutu                     | Troisième ligne centre | 12 juillet 1998   | Nouvelle-Zélande     | 14 (10)                     | Blues                     |
| Santiago Arata                     | Demi de mêlée          | 2 septembre 1996  | Uruguay              | 49 (76)                     | Castres Olympique         |
| Tawera Kerr-Barlow                 | Demi de mêlée          | 15 août 1990      | Nouvelle-Zélande     | 27 (10)                     | Stade rochelais           |
| Josh Jacomb (en)                   | Demi d'ouverture       | 23 juin 2001      | Nouvelle-Zélande     | -                           | Chiefs                    |
| Leicester Fainga'anuku             | Centre                 | 11 octobre 1999   | Nouvelle-Zélande     | 7 (25)                      | RC Toulon                 |
| Joe Marchant                       | Centre                 | 15 juillet 1996   | Angleterre           | 26 (20)                     | Stade Français            |
| Peter Umaga-Jensen                 | Centre                 | 31 décembre 1997  | Nouvelle-Zélande     | 1 (0)                       | Hurricanes                |
| Jacob Ratumaitavuki-Kneepkens (en) | Ailier                 | 3 août 2001       | Nouvelle-Zélande     | -                           | Highlanders               |
| Mark Telea                         | Ailier                 | 6 décembre 1996   | Nouvelle-Zélande     | 19 (65)                     | Blues                     |
| Melvyn Jaminet                     | Arrière                | 30 juin 1999      | France               | 20 (214)                    | RC Toulon                 |

## Statistiques individuelles
Mis à jour le 5 août 2019. Les noms en gras indiquent les joueurs encore en activité.

### Nombre de sélections
Les treize joueurs les plus invités à jouer pour les Barbarians :
| Rang | Joueur              | Période active | Nombre de sélections |
| ---- | ------------------- | -------------- | -------------------- |
| 1    | Tony O'Reilly       | 1955-1963      | 30                   |
| 2    | Ron Jacobs (en)     | 1953-1965      | 25                   |
| 2    | Andy Ripley         | 1972-1981      | 25                   |
| 2    | Budge Rogers (en)   | 1961-1971      | 25                   |
| 5    | M.P. Atkinson       | 1913-1923      | 24                   |
| 5    | Philip Maud         | 1890-1896      | 24                   |
| 7    | John Spencer        | 1969-1977      | 23                   |
| 7    | Robert Wilkinson    | 1972-1984      | 23                   |
| 9    | M.S. Linnett        | 1989-1999      | 22                   |
| 9    | Frank Stout (en)    | 1897-1906      | 22                   |
| 9    | Ronnie Dawson       | 1957-1964      | 22                   |
| 9    | Jock Waters (en)    | 1933-1943      | 22                   |
| 9    | Rhys Haydn Williams | 1954-1959      | 22                   |

## Autres Barbarians

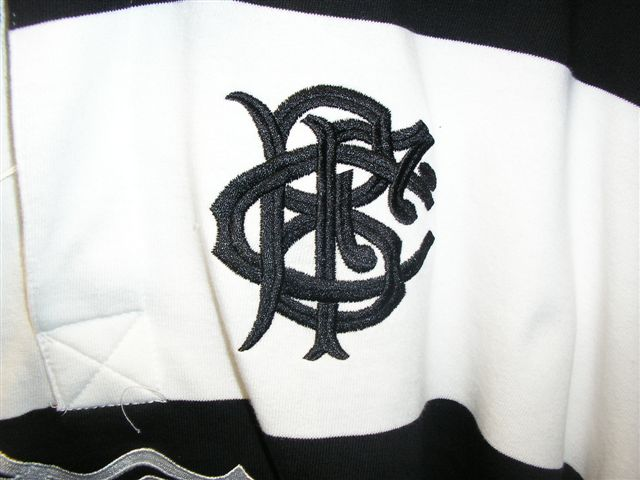
Maillot des Barbarians.

À leur image des clubs ont été créés : les Barbarians de Nouvelle-Zélande, d'Australie, d'Afrique du sud, de France, de Suisse, des Fidji et d'Argentine. Les Crawshays Gallois, les Wolfhounds Irlandais, les Zèbres Italiens s'en sont également inspirés.

### Barbarians français
Les Barbarians ont également été déclinés dans d'autres pays. Ainsi, on peut citer les Barbarians français fondés en 1979 à Sarlat et portés par Jean-Pierre Rives et Jacques Fouroux, ils ne concernent au départ que les quinze vainqueurs du Grand Chelem du Tournoi des Cinq Nations de 1977. Le comité de sélection comprend ensuite André Boniface, Jo Maso, Daniel Dubroca ou Serge Blanco.

### Barbarians suisses
Les Barbarians suisses fondés en 1988 sont inspirés par les Barbarians britanniques et leurs voisins les Barbarians français. Ils sont affiliés à la Fédération suisse de rugby et prônent le beau jeu d'attaque lors de rencontres amicales en Suisse et à l'étranger, pour des jubilés, des anniversaires de club ou des matchs de gala.

### Barbarians néo-zélandais
Après la première rencontre entre les Barbarians et les All Blacks en 1954, une équipe néo-zélandaise de Barbarians est fondée sur le principe du Barbarian F.C. En hommage aux véritables Barbarians, ils se surnomment les Little Baa-Baas (les petits Baa-Baas).
Cette équipe a joué notamment contre l'équipe d'Angleterre dans le cadre de la célébration du titre de champion du monde obtenu par les Anglais en 2003. Elle se reforme en 2017 lors d'un test-match pour y affronter les Lions britanniques alors en tournée en Nouvelle-Zélande. À cette occasion, les meilleurs joueurs de Mitre 10 Cup qui ne disputent pas le Super Rugby sont invités.